# IBeacon
iBeacon è un sistema di posizionamento indoor, descritto da Apple come «una nuova classe di trasmettitori, a bassa potenza e a basso costo, che possono notificare la propria presenza a dispositivi vicini con iOS 7 e iOS 8». La tecnologia consente a uno smartphone o a un altro dispositivo di effettuare delle azioni quando sono nelle vicinanza di un iBeacon. La tecnologia iBeacon sfrutta la tecnologia Bluetooth Low Energy (Bluetooth LE), conosciuta precedentemente anche come Bluetooth Smart.
iBeacon usa la percezione di prossimità del Bluetooth LE per trasmettere un identificativo unico universale (UUID), che sarà poi letto da una specifica app o sistema operativo. Una volta letto il segnale, l'app può svolgere varie azioni programmate come accedere a un social network o inviare una notifica push.

## Funzioni
Un sistema iBeacon consiste di uno o più dispositivi iBeacon che trasmettono il loro UUID in area locale. Il software installato su un dispositivo ricevente legge l'UUID dell'iBeacon e attiva varie funzioni, come le notifiche all'utente. Il dispositivo ricevente può anche connettersi all'iBeacons per recuperare valori dal suo servizio GATT. Gli iBeacons non inviano notifiche al dispositivo ricevente, bensì è il software installato sul dispositivo a utilizzare il segnale ricevuto per inviare le proprie notifiche.

### Major e Minor
I valori Major e Minor, insieme all'UUID, permettono l'identificazione di un iBeacon da parte dell'app. Se l'UUID è l'identificativo generale di un'intera gamma di iBeacon (come, ad esempio, tutti i iBeacon appartenenti allo stesso produttore), i Major e i Minor la loro distinzione all'interno di un circuito. Grazie alla presenza dei valori Major e Minor, un'app può comprendere quando e dove mostrare i propri contenuti.

### Monitoraggio della regione
Il monitoraggio della regione è limitato a 20 regioni e può funzionare in background, con l'app ricevente che può ricevere notifiche se entra o esce dalla regione, pure se l'app è in background o il telefono è bloccato.

### Radar
L'azione di radar funziona soltanto con l'app attiva, e permette di visualizzare un numero illimitato di iBeacon e le loro proprietà (UUID, ecc.) Un dispositivo iOS che riceve un segnale iBeacon può calcolare approssimativamente la distanza con l'iBeacon. Questa distanza è definitiva in tre differenti categorie:
- Immediato: nel raggio di pochi centimetri
- Vicino: nel raggio di un paio di metri
- Lontano: oltre i 10 metri

Un trasmettitore iBeacon ha la capacità di approssimare la distanza di un utente quando entra, esce, o s'intrattiene all'interno di una regione; inoltre può interagire in maniera differente con l'utente a seconda della distanza che esso ha dal iBeacon. Il raggio massimo d'azione di un iBeacon cambia a seconda del luogo dove è installato e la sua posizione, oltre che ai vari ostacoli che potrebbero esserci nell'ambiente. In condizioni ideale, la potenza massima di un iBeacon si aggira attorno ai 70 metri.

### Impostazioni
La frequenza della trasmissione di un iBeacon dipende dalla configurazione dell'iBeacon stesso, e può essere modificata usando appositi tool di configurazione. Possono essere modificati sia la potenza che la frequenza di trasmissione, oltre che i valori Major e Minor; soltanto la frequenza e la potenza di trasmissione incidono sulla durata della batteria.

### Consumo d'energia
Il protocollo Bluetooth LE è molto più efficiente nel consumo d'energia del Bluetooth classico. Il consumo energetico dipende dai parametri di configurazione del iBeacon. La durata media di una batteria è intorno ai 2 anni.